# 22998 Waltimyer
22998 Waltimyer è un asteroide della fascia principale. Scoperto nel 1999, presenta un'orbita caratterizzata da un semiasse maggiore pari a 3,1963692 UA e da un'eccentricità di 0,1270525, inclinata di 2,55093° rispetto all'eclittica.